# 攻壳机动队：塔奇克马的日常
塔奇克马的日常（タチコマな日々，Ghost in the Shell: Tachikoma Days）是一部随DVD附送的特典性质动画短片，其出现在以DVD版本发行的電視動畫版攻壳机动队的每话的片尾曲之後，就风格而言是部轻松搞笑的作品，作品的主角就是公安九课所使用的思考战车塔奇克马（Tachikoma），其内容上除了对部分剧情的哲学思考外也起到对TV版动画补完的作用。如今已经播放的攻壳机动队 Stand Alone Complex以及第二部攻壳机动队 S.A.C. 2nd GIG的每集的最后均有该短篇的身影，每集长度约为1分钟左右。另外製作人員列表全部以日文平假名表示。